# Les Jeux de la comtesse Dolingen de Gratz
Pour plus de détails, voir Fiche technique et Distribution.
Les Jeux de la comtesse Dolingen de Gratz est un film français réalisé par Catherine Binet et sorti en 1981.

## Synopsis
À Paris, une jeune femme, Louise Haines-Pearson, rend visite à son amie alitée Nena. Celle-ci lui raconte qu'elle vient d'écrire un livre sur l'histoire d'une petite fille troublée par ses sens, peut-être à cause de la tyrannie exercée par sa mère et souffrant de l'absence de son père. Louise se reconnaît dans les difficultés de cette petite fille, étant elle-même profondément affectée par l'indifférence de son mari.

## Fiche technique
- Titre original : Les Jeux de la comtesse Dolingen de Gratz
- Réalisation : Catherine Binet, assisté de Serge Frydman
- Scénario : Catherine Binet d'après les œuvres littéraires de Bram Stoker (L'Invité de Dracula), Unica Zürn (Sombre printemps) et Jules Verne
- Décors : Roberto Plate (es), Yves Seigneuret
- Photographie : William Lubtchansky
- Son : Alix Comte, Bernard Ortion, Olivier Schwob, Jean-Louis Ughetto
- Montage : Catherine Renault, Boris Viard
- Musique : Carlos d’Alessio
- Pays d'origine :  France
- Langue originale : français
- Production : Annick Colomes, Jacques Zajdermann
- Sociétés de production[1] : Les Films du Nautile (France), Prospectacle (France)
- Sociétés de distribution[2] : Argos Films (France), Les Films du Nautile (France)
- Format : couleur — 35 mm — 1.66:1 — son monophonique
- Genre : drame, fantastique
- Durée : 113 minutes
- Dates de sortie : 
  -  septembre 1981 (Mostra de Venise)
  -  7 octobre 1981[2]
- (fr) Classifications et visa CNC : mention « tous publics », Art et Essai, visa d'exploitation no 50332 délivré le 26 février 1982

## Distribution
- Carol Kane : Louise Haines-Pearson
- Michael Lonsdale : Bertrand Haines-Pearson
- Marina Vlady : la mère de la petite fille
- Marilú Marini : la comtesse Dolingen de Gratz / la bonne
- Emmanuelle Riva : une invitée
- Robert Stephens : le professeur
- Roberto Plate (es) : le voyageur / le voleur / l'étranger
- Katia Wastchenko : la petite fille
- François Mouren-Provensal : l'homme sur la plage

## Production

### Attribution des rôles
Marina Vlady : « Georges Perec me demande rendez-vous, il me prie de le recevoir avec sa compagne Catherine Binet qui prépare son premier film. […] Son projet est fort beau ; elle s'excuse de ne me proposer qu'un rôle bref, mais, dit-elle, très important. »

### Scénario
Marina Vlady : « Il y a dans cette histoire tant de strates qu'il est impossible de la raconter, ce que l'on ressent fort bien en visionnant le film. »

### Tournage
- Période de prises de vue : 1980-1981.

## Accueil
Marina Vlady : « Le succès critique est international : plusieurs fois projeté dans divers festivals comme la Mostra de Venise, primé à Valence [?], couronné prix de la Fédération des ciné-clubs français, le film connaît à Paris une exploitation de dix-sept semaines au Studio de la Harpe… Malheureusement, aucun succès commercial, ce qui va lourdement grever l'avenir de cette réalisatrice exceptionnelle. Mais j'y gagne une amitié vivace avec ce couple d'amants magnifiques. Puis avec la seule Catherine Binet, devenue veuve à son tour peu après la fin de notre collaboration. »

## Distinctions

### Récompenses
- XIIIes Rencontres cinématographiques de Prades 1982 : prix de la Fédération française des ciné-clubs.
- Festival de Valence (?) : mention du jury[réf. souhaitée][Note 1].

### Nominations
- Festival international du film de Chicago 1981 : Catherine Binet nommée pour le Gold Hugo[4].
- Mostra de Venise1981 : Catherine Binet nommée pour le Lion d'or[4].

### Sélection
- Perspectives du cinéma français 1981 (Festival de Cannes) : sélection[5].